# Joseph Beuys

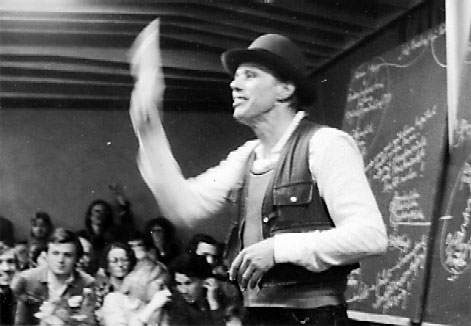
Joseph Beuys w 1978

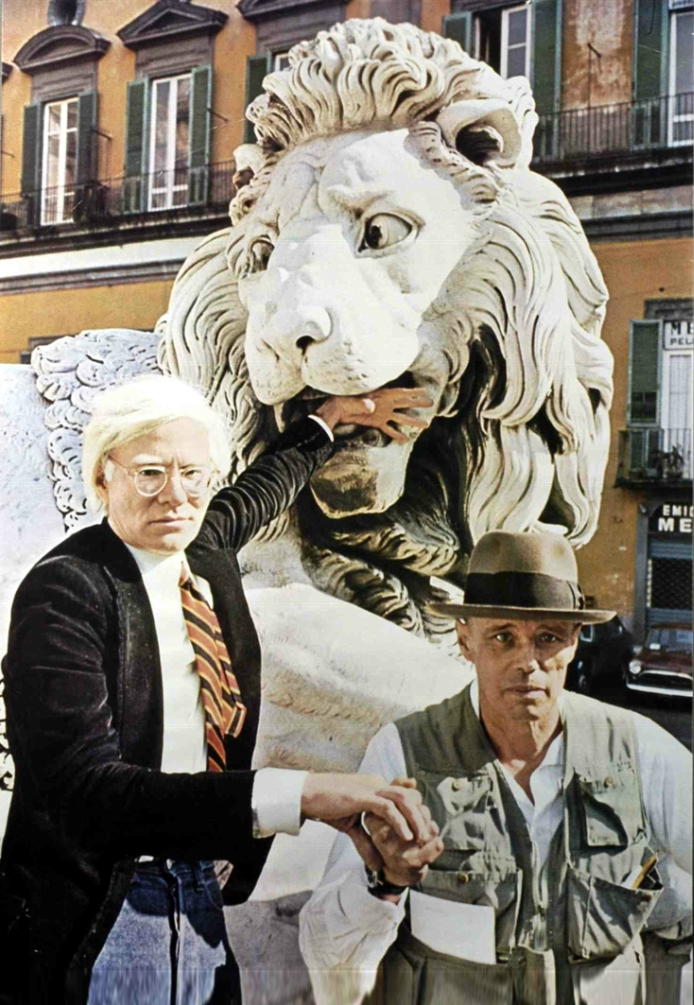
Joseph Beuys i Andy Warhol, Neapol 1980

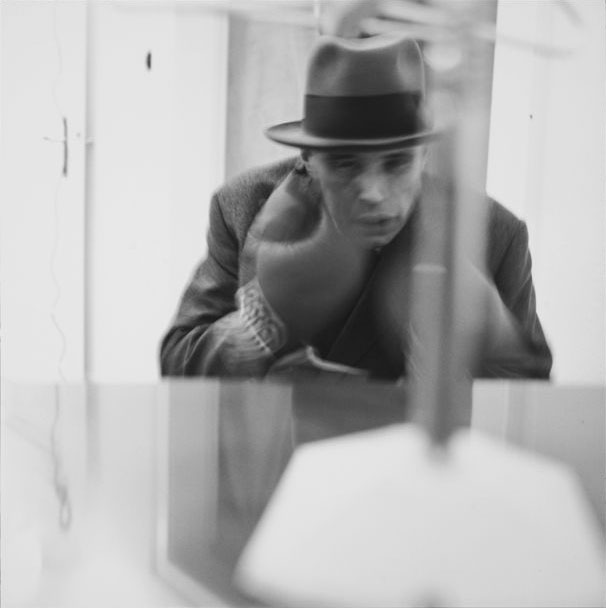
Beuys Filtz TV

Polentransport 1981 – skrzynia Josepha Beuysa

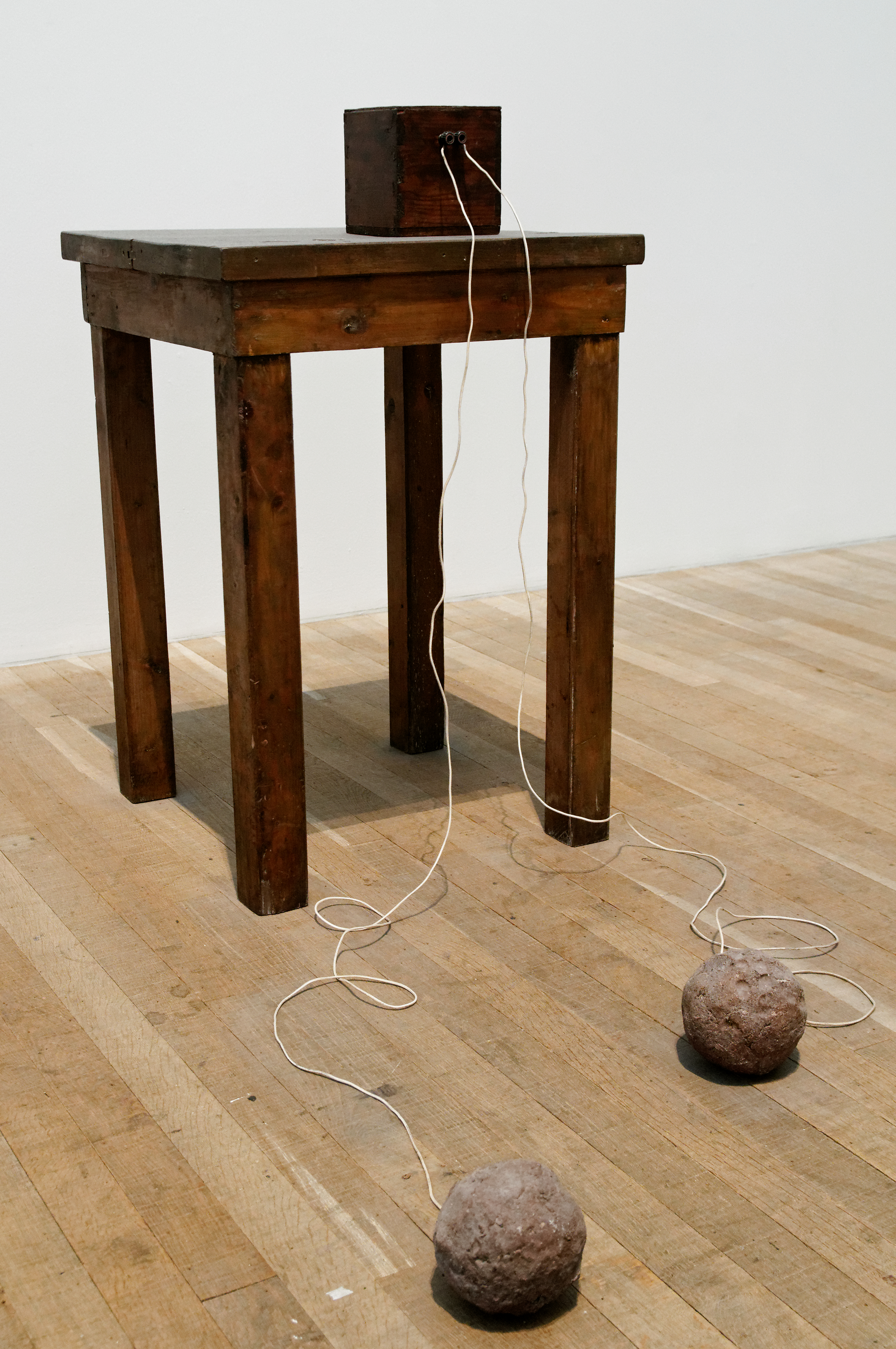
Praca Stół z Akumulatorem (1958-1985), Tate Modern

Joseph Beuys /[ˈbɔe̯s]/ (ur. 12 maja 1921 w Kleve, zm. 23 stycznia 1986 w Düsseldorfie) – niemiecki artysta, teoretyk sztuki, pedagog, działacz, reformator społeczny i polityczny.

## Twórczość
W swojej twórczości zajmował się głównie rzeźbą, rozszerzając formułę tego medium aż po działania w czasie i procesy społeczne.
Kluczowe dla jego twórczości są doświadczenia dzieciństwa spędzonego w rejonie granicznym między Holandią a Niemcami, jak i doświadczenia wojenne:

Jako niemiecki lotnik, rozbił się nad Krymem i czołgał się ranny w śniegu, w strasznym mrozie, poodmrażany. Znaleźli go Tatarzy i wyleczyli prymitywnymi ludowymi sposobami – wysmarowali łojem, owinęli wojłokiem. To potem ciągle powracało w jego twórczości. On też miał po tym wypadku ranę, dziurę w głowie, która mu nigdy do końca nie zarosła. Dlatego zawsze nosił kapelusz, to nie był tylko snobistyczny gadżet. Mnie się wydaje, że to jest największy artysta XX wieku, najbardziej radykalny i z głębi autentyczny.

W czasie wojny studiował zoologię w Reichsuniversität Posen (Poznań). Później zgłosił się ochotniczo do Luftwaffe. Przeszedł przeszkolenie jako strzelec-radiotelegrafista. Podczas jednego z zadań bojowych nad Krymem jego bombowiec Junkers Ju 87 został zestrzelony. Pilot Hans Laurinck zmarł, a tylny strzelec Joseph Beuys został ranny, doznając złamania nosa, żeber i licznych urazów. Oficjalnie został uratowany przez niemiecki oddział poszukiwawczy i skierowany 17 marca 1944 roku do szpitala wojskowego Militärlazarett 179. Później walczył na froncie zachodnim, gdzie dostał się do brytyjskiej niewoli.
Początkowe zainteresowania przyrodnicze przerodziły się w pragnienia twórcze. Beuys rozwijał stopniowo myślenie o ekologii i jej związku ze sztuką. Jako nastolatek żyjący w Kleve, dolnoreńskiej wiosce, wykazywał żywe zainteresowanie przyrodą, zarówno naukowe, jak i sentymentalne. Gromadził i wystawiał kolekcje okazów, co przerodziło się później w bardziej analitycznie zainteresował się botaniką i zoologią. Studia przyrodnicze rozpoczął dzięki swojemu instruktorowi wojskowemu Heinzowi Sielmannowi, studentowi biologii i zoologii, twórcy filmów przyrodniczych.
Rozczarowany wąską specjalizacją nauk przyrodniczych, rozpoczął studia plastyczne. Jego wczesne dzieła to rzeźby i rysunki; następnie wypracował koncepcję prymatu idei nad obiektem (lata 40. i 50.). W latach 60. wziął udział w międzynarodowym ruchu Fluxus. W obiektach rzeźbiarskich wykorzystywał dotąd obce temu medium materiały nietrwałe: tłuszcz, miód, filc, przedmioty codziennego użytku. Sformułował teorię rzeźby jako przechodzenia od chaosu do uporządkowania oraz teorię rzeźby społecznej.
Był też propagatorem demokratyzacji sztuki. W tekście noszącym znamienny tytuł „Każdy artystą” napisał, że potrzeba twórczości cechuje wszystkich ludzi i wszystkie dziedziny życia. I tak jak każdy może tworzyć, każdy może też wpływać na sztukę. To my kształtujemy świat wokół siebie, wpływamy na wydarzenia, historię i oblicze współczesnej sztuki. Jesteśmy artystami w swoim życiu. Sztuka miała stać się rodzajem terapii i zawładnąć wszystkimi dziedzinami życia. Sztuka w ujęciu Beuysa to raczej twórcze działanie i prace efemeryczne aniżeli trwałe przedmioty estetyczne.
Od roku 1961 prowadził działalność edukacyjną w Düsseldorfie. Jego najmłodszym uczniem był Elias Maria Reti. Występował publicznie, początkowo tworząc akcje, performance, z czasem coraz bardziej skupiając się na społecznym charakterze swoich wystąpień. Był człowiekiem charyzmatycznym, zawsze w charakterystycznym kapeluszu.
W latach 80. serię portetów Beuysa wykonał Andy Warhol.
W 1981 roku przeprowadził akcję Polentransport 1981, w ramach której podarował Muzeum Sztuki w Łodzi około tysiąca swoich prac z lat 1950–1980. Dar przekazany w 50. rocznicę udostępnienia publiczności Międzynarodowej Kolekcji Sztuki Nowoczesnej grupy „a.r.” obejmował rysunki ołówkiem oraz prace graficzne artysty. Całość donacji prezentowała społeczną, edukacyjną i ekologiczną działalność Beuysa, a wystawa Polentransport została zaprezentowana m.in. w galeriach Krzysztofory w Krakowie, Foksal w Warszawie, w Budapeszcie, Tokio, Lyonie, Mediolanie, Berlinie, Turynie oraz na II Biennale d’art contemporain w Lyonie.

## Wybór dzieł
Rzeźby i obiekty:
- Skrzynka pokryta gumą (1957)
- Krzesło z tłuszczem (1964)
- Ukrzyżowanie (1963)
- Opad śniegu – dzieło stworzone razem z przyrodnim bratem Thomasem Beuysem, wzorowane na wspomnieniach o zimie matki – Katherine Beuys (1965)
- 7000 Eichen (1982-1987)

Performance:
- W jaki sposób wyjaśnić obrazy martwemu królikowi (1965)
- Eurasia (1966)
- Mecz bokserski na rzecz bezpośredniej demokracji (1972)
- I like America, America likes me (1974)

## Wystawy
- 1964 documenta, Kassel, Niemcy
- 1969 When Attitudes Become Form, Berno
- 1972 documenta, Kassel, Niemcy
- 1976 Biennale w Wenecji, Włochy
- 1979 Solomon R. Guggenheim Museum, Nowy Jork, USA
- 1980 Rocca Paolina, Perugia, Włochy
- 1984 Seibu-Museum, Tokio, Japonia
- 2005 Tate Modern, Londyn, Wielka Brytania 'Joseph Beuys: Actions, Vitrines, Environments’[5]
- 2006 Museum Kunstpalast, Düsseldorf; Kunstmuseum Bonn; Museum Hamburger Bahnhof, Berlin
- 2006 The David Winton Bell Gallery, Brown University, Providence, USA[6]
- 2007 Zwirner & Wirth, Nowy Jork, USA[7]
- 2007 National Gallery of Victoria, Melbourne, Australia[8]
- 2008/2009 Hamburger Bahnhof – Museum für Gegenwart, Berlin, Germany[9]

## Muzea/Galerie z dziełami Beuysa
- Muzeum Sztuki, Łódź
- Tate Modern, Londyn
- Hamburger Bahnhof – Museum für Gegenwart, Berlin